# Miguel de Lucas
Miguel Romero Luis (Barcelona, 1977), conocido profesionalmente como Miguel de Lucas, es un ilusionista y conferenciante español especializado principalmente en cartomagia, magia de cerca y mentalismo.

## Trayectoria
Estudió en la escuela de magia de Juan Tamariz. Continuó después su formación de manera autodidacta siguiendo a grandes magos como René Lavand y Arturo de Ascanio. Complementó sus estudios en la Universidad de Salamanca, diplomándose en Magisterio y graduándose en Educación Primaria; también obtuvo un máster en Coaching e Inteligencia Emocional y máster en divulgación científica por la Universidad Isabel I de Burgos. Actualmente realiza sus estudios de doctorado en comunicación social en la universidad CEU San Pablo de Madrid, que compagina con el grado en Psicología. 
Concibe la magia como una sencilla fórmula que vincula dos aspectos a la vez: la técnica, que sería el conjunto de herramientas que los magos deberían conocer, y la presentación, la forma en la que se comunica y se conecta con el público. Es el primer ilusionista de España en fusionar del mundo de la magia, la inteligencia emocional y la motivación del ámbito empresarial.[cita requerida]
Uno de sus hitos sucedió en 2018, en el centro de Palencia, cuando en el marco de la grabación de Un país mágico realizó una conducción a ciegas por las principales calles de la ciudad.
En el año 2019, en el marco del Congreso Nacional de Magia celebrado en Murcia, realizó por primera vez un efecto de magia basado en el tiempo. En el Teatro Romea pidió a un espectador que seleccionara una hoja de periódico local, La Verdad de Murcia y De Lucas conseguía adivinar no solo la página sino dos letras que el espectador eligió después al azar. Lo más inexplicable es que esas dos letras estaban talladas en una maleta que Miguel guardaba desde el principio. Este mismo año, creó Vindie, el primer formato que relaciona el mundo de la magia y el mundo del vino, estrenado en la Feria de Teatro de Castilla y León.
Desde 2017 presenta el programa de Un país mágico en La2 de TVE. Además de ello, en 2020, ha presentado el programa Telares y, en La 7 de Castilla y León Televisión, Contigo, pan y magia.
Ha actuado en Bolivia, Argentina, Francia, Italia y Portugal, participando en los festivales más importantes de España, como la Feria de Teatro de Ciudad Rodrigo, el Umore Azoka de Leioa, la Feten de Gijón, el Festival Vive la Magia León y la Fira Màgica en Torroella de Montgrí.
En 2020 publicó su primer libro, Hay un mago en ti, en el que aborda temas autobiográficos de salud mental (es uno de los pioneros en hacerlo) y propone una metodología para usar la magia como fuente de mejora personal e inspiración.
En 2021 puso en marcha el congreso AHORA ILUSIÓN, el primer congreso internacional cuyo eje temático es la ilusión.
Tras su paso por la Universidad Isabel I donde se ocupó de la docencia de la asignatura de Técnicas de Comunicación Profesional, se trasladó a la Universidad de Salamanca, concretamente a la Facultad de Educación, donde impartió docencia en el Grado de Educación Infantil, y en el Máster de Profesorado. Actualmente es docente en el Grado de Pedagogía de la Universidad Internacional de la Rioja, donde además de dirigir Trabajos de Fin de Grado, es titular de la asignatura de Emprendimiento Educativo.
En 2024 estrena a nivel autonómico para Castilla y León el programa de televisión “Ideas Mágicas”, del que además es creador junto a Argimiro Pérez, CEO de Argi Comunicación.

#### ESPECTÁCULOS
Miguel de Lucas cuenta con dos espectáculos principales.
Hay un mago en ti: Una propuesta dirigida al público familiar sobre “la importancia que tiene vivir el presente recorriendo el camino con una sonrisa amplia y sincera”.  Habla de emociones, valores y de consecución de objetivos, “sin caer para ello en lo lógico”. Habla de la conexión entre las personas como “elemento fundamental” para transmitir contenidos. Plantea a todos los espectadores un “desafío mental” a través de propuestas de magia de cerca, mentalismo y comunicación, “demostrando que todos tenemos una mejor versión de nosotros mismos capaz de hacer cosas con las que ni soñamos”.
VinDie: Vindie es una creación en la que Miguel de Lucas quiere rendir un homenaje al vino, haciendo un repaso a su origen, a su historia, todo ello de la mano de la magia y la ilusión. Ofrece una apuesta innovadora dentro de la magia teatralizada, que combina la magia de cerca y la magia de salón mediante una tecnología audiovisual sutil, elegante y eficaz. Vindie recorre sutilmente los paisajes más especiales del vino desde un punto de vista artístico.

#### CONFERENCIAS Y MAESTRO DE CEREMONIAS
Miguel de Lucas participa como ponente en diferentes actos y congresos, como por ejemplo II Congreso Internacional de Neuropedagogía en la Universidad de Jaén, las charlas TEDx celebradas en Segovia y León o durante el reconocimiento a profesores honoríficos organizado por la Consejería de Educación de la Junta de Castilla y León.
Además de sus espectáculos, participa en diversos eventos usando la magia como elemento diferenciador algunos ejemplos son la entrega de premios de la Gastronomía de Murciay la grabación de las campanadas de La 8 León.

## Compromiso
De Lucas es también uno de los pioneros en llevar el ilusionismo a la cooperación, con diversos proyectos desde hace más de 10 años en Santa Cruz de la Sierra (Bolivia), Puerto Príncipe (Haití) o Tinduf (Sahara). Su idea es que el ilusionismo, más allá de hacer recuperar la ilusión en clave resiliente, puede formar a futuros educadores de calle. En España ha colaborado entre otras con la Fundación Abracadabra de Magos Solidarios, realizando actuaciones de magia en Hospitales de toda España. Actualmente promueve el Proyecto Baby Pelones de la Fundación Juegaterapia para la lucha contra el cáncer infantil.

## Premios
En 2019 obtuvo el Premio Nacional de Magia otorgado por la Federación Española de Artes Mágicas. También ha sido nominado en el año 2019 a los premios Zapping de televisión en las categorías como mejor presentador y como mejor programa cultural por Un país mágico. En 2022 ha obtenido el premio al mejor expediente académico por su trabajo de fin de máster titulado "Felicidad conciencia".
Es el organizador del Festival Internacional de Magia que se desarrolla anualmente en Salamanca organizado por el Ayuntamiento de la ciudad y forma parte del TOP 100 de los conferenciantes españoles elaborado por Thinking Heads. 

## Obra

### Libros
- 2024 - Neuromagia para docentes. Educa ISBN 978-84-125068-8-4[14]

- 2020 - Hay un mago en ti. Descubre tu magia interior. Diëresis. ISBN 9788418011016.[15]